# Matevž Ravnikar - Poženčan
Matevž Ravnikar (s psevdonimom Poženčan), slovenski katoliški duhovnik,zgodovinar, pesnik in zbiralec folklornega gradiva, * 1. avgust 1802, Poženik, † 14. februar 1864, Predoslje.

## Življenje
Rodil se je kočarjema Heleni in Valentinu. Šolanje je začel leta 1811 v ljubljanski normalki, kjer je bil kot desetletni tretješolec sošolec dvanajstletnemu Francetu Prešernu, kateremu v spomin je napisal Pri žaljah Kranjskega mesta. Izobraževanje je nadaljeval na liceju do leta 1820, nato pa odšel v semenišče in bil kot tretjeletnik ordiniran 24. septembra 1825. Istega leta je začel tudi svojo duhovniško pot po Kranjskem. Služboval je kot kaplan v Železnikih (1826–1828), na Breznici (1828–1830), v Stari Loki (1830–1831), bil ekspozit v Trnju na Pivki (1831–1833) in na Gori pri Sodražici (1833–1838), kaplan v Semiču (1838–42), župni upravitelj na Selih pri Kamniku (1842–1855) in nazadnje župnik v Predosljah (1855–1864), kjer je tudi umrl. Na cerkvenem zidu je nagrobnik z vklesanim napisom: »Sreče zaželene svet ti ne da, sreča je prava le v nebesih doma.« O njegovi smrti je pisal Fran Levec v Ljubljanskem zvonu.

## Delo
Velik vpliv nanj sta imela predavatelj orientalskih jezikov Jakob Zupan in predavatelj slovenščine Fran Metelko. Prvi je v njem zbudil zanimanje za slovansko romantično orientacijo, Metelku pa je v vpogled prinašal pesmi, v katerih se razodeva vpliv pisaničarjev in vpliv Vodnikove moralistične vzgojnosti. 
Napisal je precej pesmi, vendar jih je večina ostala v rokopisu. Močan vpliv okolice, v kateri je živel, se kaže s prevladujočo domoljubno tematiko, sicer pa je objavljal tudi idilične in vzgojne pesmi; uganke in poučne zgodovinske razprave. 
Leta 1837 je prvič želel stopiti v javnost z Ilirsko pratiko, pisano v metelčici. Ob vsakem mesecu je uvrstil po eno pesem ter zapisal uganke in navodila za življenje. Delo obsega 9 izvirnih pesmi (Kar se Anžek uči, Anže zna; Soldaška; Majnik; Postojnski podmel; Slavče ujet; Zlatnica norica dekletom novica; Savični Vili; Kraševska očitna spoved; Milo za pevcam) in 3 tuje (po ena Žemljeva, Fridrihova in ena narodna). Obsežna praktika je bila opremljena s poučnim berilom in raznimi koledarskimi pripomočki, vendar je ostala neobjavljena; najbrž ni našel založnika, težava pa je bila tudi v sami pisavi, saj je bila metelčica v tistem času že zastarela. 
Svoje izvirne pesmi je 1838 začel prepisovati v poseben zvezek kot Pesmi iz samote in jih pozneje dopolnjeval; do 1838 jih je bilo 40, vseh pa 65. Pesmi, ki jih ni prej nikoli objavil, so bile datirane in so nastale v Ljubljani, Železnikih, na Breznici in na Gori. Pravi čas za objavo se mu je zdel šele 1843 z Novicami, za katere je pisal domoljubne, idilične in vzgojne pesmi med 1843 in 1862. 
Ljudski vzgoji je bila namenjena tudi njegova pripovedna proza. V Drobtinicah l. 1847 in 1848 je objavil povest v Slomškovem načinu Martinez iz Podloma in priliki Jakec Osredka ter Očalar. Sodeloval je tudi pri Slomškovi knjigi Dejanje Svetnikov Božjih ter iz francoščine prevedel "kratkočasno in poučno povest" Utopljenci ali potovanje na Ostrovid.
Znan je tudi kot zbiralec ljudske poezije in proze. K zbiranju pesmi ga je spodbudil Metelko, posredno tudi Čelakovski. Ta je v predgovoru k Slovanskim narodnim pesmim (1822–1825) obrnil do Slavjanov ob Dravi in Savi, naj bi se tudi tu našel kdo in zbiral ljudske pesmi. Že med službovanjem v Železnikih je zapisal 5 pesmi: Kralj Matjaž, Alenčica Gregčeva sestra, Dunajska zaprtija, Pet bander, Soldat obžaluje svoj stan. Nabiral jih je povsod, kjer je služboval; najmanj sreče je imel v krajih ob Pivki, največ v ribniški okolici. Svoje gradivo je poslal najprej Metelku. Iz pisma 4. novembra 1837 izvemo, da je do takrat nabral 32 pesmi, a upal na kakih 50: razkril pa je tudi, da je imel težave z ljudmi, ker niso izpolnili dane obljube in si je želel, da bi po Gorenjski, Dolenjski in Notranjski poskusil nabirati še kdo drug. Na koncu II. zvezka pesmi je v metelčici 6 pravljic: Mutasta sestra reši zakleta brata, Kralj in tolovaj, Bajzis, Dva ljubka, Dekle reši gospoda, Rešena deklica; vrhu tega je v nemščini zapisal imena rastlin iz ljudskega zdravilstva. V III. zvezku pa 6 novih pravljic: Čudni naklučji potopljenca, Učenec je nazadnje več kot učenik, Kraljev sin in cigan, Čudni aržet ali žep, Čudne službe, Pravica več velja kot krivica. Nekatere pesmi je objavljal v takratnih Novicah, večina so ostale v rokopisih, ki so ohranjeni v NUK. Poznamo Pegama in Lambergarja, manj znano dejstvo pa je, da je prav Poženčan povest o gradu in poženiški graščakinji povedal v verzih ter jo naslovil Bernekarjov grad. S svojo pripovedjo o najmočnejšem Kranjcu Štempiharju pa je vplival na Frana Levstika, ki je povzel svojo osrednjo figuro za nastanek prve slovenske umetne pripovedke Martin Krpan z Vrha. 
V zadnjih letih svojega življenja se je predvsem posvečal jezikoslovju. Sodeloval je ob pripravah za Wolfovnemško-slovenski slovar ter napisal Kaj nas oziroma na povestnico uči dolensko in kaj gorensko podnarečje. Leto zatem pa je odgovarjal Zalokarju, ki je za sestavo slovensko-nemškega slovarja nasvetoval etimološko osnovo, ter je za splošno uporabnost slovarja zahteval abecedno ureditev. Tak slovar je pisal tudi sam (A–O).
Ravnikar je bil eden začetnikov raziskovanja slovenskega bajeslovja. Za Ilirsko pratiko leta 1837 je napisal "Maličje ali Mitologia ob kratkim", a je kasneje delo ostalo v rokopiu. V njem je predstavil bogove Slovencev, a je med te prišteval tudi bogove, ki so znani iz egipčanske, grške in rimske mitologije. Drugo delo, ki je tudi ostalo v rokopisu pa je bilo "Mitologija nekdanjih Slovencov" v katerem prav tako omenja celo vrsto raznih bogov in mitoloških bitij.
Preko 90 njegovih pesmi je izšlo po njegovi smrti, 1895–1898, v Štrekljevi zbirki Slovenske narodne pesmi. Matevž Ravnikar nastopa med literarnimi osebami v romanu Rožna devica Ilke Vašte.